# فهد الهارون
فهد عبد الله الهارون لاعب كرة قدم سعودي سابق و يلعب في الوسط.

## مسيرة اللاعب
بدايته كانت مع نادي الجيل و انتقل من ناشئي الجيل إلى نادي الوحدة ثم إلى نادي الفتح وأعير لنادي الجيل ثم عاد نادي الفتح ولعب بعدها في نادي هجر ونادي العدالة ونادي الصفا ونادي بيش.